# Eduardo de Westminster
Eduardo de Westminster (13 de outubro de 1453 – 4 de maio de 1471), também conhecido como Eduardo de Lencastre, foi Príncipe de Gales e Duque da Cornualha, como o único filho do rei Henrique VI de Inglaterra e de Margarida de Anjou. Nasceu no palácio de Westminster e, de acordo com a tradição da época, passou a ser conhecido com este sobrenome.

## Início da vida
Eduardo nasceu no Palácio de Westminster, em Londres, o único filho do rei Henrique VI de Inglaterra e sua esposa, Margarida de Anjou. Na época, houve conflitos entre os apoiadores de Henrique e os de Ricardo Plantageneta, 3.º Duque de Iorque, que reivindicaram o trono e contestaram a autoridade dos oficiais de estado de Henrique. Henrique estava sofrendo de doença mental e havia rumores generalizados de que o príncipe era o resultado de um caso entre sua mãe e um de seus leais apoiadores. Edmundo Beaufort, 2.º Duque de Somerset e James Butler, 5.º Conde de Ormonde, eram suspeitos de serem pais do príncipe Eduardo; no entanto, não há evidências firmes para apoiar os rumores, e o próprio Henrique nunca duvidou da legitimidade do garoto e da paternidade reconhecida publicamente. Eduardo foi investido como príncipe de Gales no Castelo de Windsor em 1454.

## Guerra sobre o trono Inglês
Em 1460, o rei Henrique foi capturado pelos apoiadores do Duque de Iorque na Batalha de Northampton e levado para Londres. O duque de Iorque foi dissuadido de reivindicar o trono imediatamente, mas ele induziu o Parlamento a aprovar o Ato de Acordo, pelo qual Henrique foi autorizado a reinar, mas Eduardo foi deserdado, pois o duque de Iorque ou seus herdeiros se tornariam rei na morte de Henrique.
Enquanto isso, a rainha Margarida e Eduardo fugiram por Cheshire. Pelo relato posterior de Margarida, ela induziu bandidos e saqueadores a ajudá-la, comprometendo-os a reconhecer Eduardo, de sete anos de idade, como herdeiro legítimo da coroa. Posteriormente, alcançaram a segurança no País de Gales e viajaram para a Escócia, onde Margarida apoiou, enquanto os inimigos do duque de Iorque se reuniam no norte da Inglaterra.
Depois que o duque de Iorque foi morto na Batalha de Wakefield, o grande exército que Margarida reunira avançou para o sul. Eles derrotaram o exército de Ricardo Neville, 16.º Conde de Warwick, um dos apoiadores mais proeminentes do duque de Iorque, na Segunda Batalha de St. Albans. Warwick trouxe o cativo rei Henrique no trem de seu exército e foi encontrado abandonado no campo de batalha. Dois dos cavaleiros de Warwick, William Bonville, 1º Barão Bonville e Sir Thomas Kyriell, que haviam concordado em permanecer com Henrique e ver que ele não causava danos, foram capturados. No dia seguinte à batalha, Margarida perguntou a Eduardo que morte os dois cavaleiros deveriam sofrer. Eduardo respondeu prontamente que suas cabeças deveriam ser cortadas.

## Exílio na França

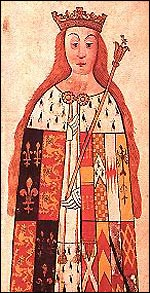
Ana Neville, esposa de Eduardo de Westminster e mais tarde, esposa de Ricardo III

Margarida hesitou em avançar em Londres com seu exército rebelde e depois se retirou. Eles foram derrotados na Batalha de Towton algumas semanas depois. Margarida e Eduardo fugiram mais uma vez, para a Escócia. Nos três anos seguintes, Margarida inspirou várias revoltas nos condados mais ao norte da Inglaterra, mas acabou sendo forçada a navegar para a França, onde ela e Eduardo mantiveram uma corte no exílio (Henrique havia sido capturado mais uma vez e era prisioneiro na Torre de Londres).
Em 1467, o embaixador do Ducado de Milão na corte da França escreveu que Eduardo "já não fala de nada além de cortar a cabeça ou fazer guerra, como se tivesse tudo em suas mãos ou fosse o deus da batalha ou o ocupante pacífico disso no trono".
Depois de vários anos no exílio, Margarida aproveitou a melhor oportunidade que se apresentou e se aliou ao renegado conde de Warwick. O rei Luís XI de França queria começar uma guerra com a Borgonha, aliados do rei iorquino Eduardo IV. Ele acreditava que se aliasse a restaurar a Dinastia de Lencastre, eles o ajudariam a conquistar a Borgonha. Como um elogio a seus novos aliados, Luís fez o jovem Eduardo padrinho de seu filho Carlos. O príncipe Eduardo foi casado com Ana Neville, filha mais nova de Warwick, em dezembro de 1470, embora haja alguma dúvida sobre se o casamento foi consumado.

## Morte
Warwick retornou à Inglaterra e depôs Eduardo IV, com a ajuda do irmão mais novo de Eduardo IV, Jorge, Duque de Clarence. Eduardo IV fugiu para o exílio na Borgonha com seu irmão mais novo, Ricardo, Duque de Gloucester, enquanto Warwick restaurou Henrique VI no trono. Eduardo e Margarida ficaram na França até abril de 1471. No entanto, Eduardo IV já havia levantado um exército, retornado à Inglaterra e reconciliado com Clarence. No mesmo dia em que Margarida e Eduardo desembarcaram na Inglaterra (14 de abril), Eduardo IV derrotou e matou Warwick na Batalha de Barnet. Com pouca esperança real de sucesso, o príncipe inexperiente e sua mãe levaram o restante de suas forças a encontrar Eduardo IV na Batalha de Tewkesbury. Eles foram derrotados e Eduardo foi morto.
Segundo alguns relatos, logo após a derrota dos Lancastrianos em Tewkesbury, um pequeno contingente de homens sob o duque de Clarence encontrou o príncipe enlutado perto de um bosque e imediatamente o decapitou em um quarteirão improvisado, apesar de seus pedidos. Paul Murray Kendall, biógrafo de Ricardo III, aceita esta versão dos eventos.
Outro relato da morte de Eduardo é apresentado por três fontes Tudor: The Grand Chronicle of London, Polydore Vergil e Edward Hall. Mais tarde, foi dramatizado por William Shakespeare em Henrique VI, Parte 3, Ato V, cena v. A história deles é que Eduardo foi capturado e levado perante o vitorioso Eduardo IV e seus irmãos e seguidores. O rei recebeu o príncipe gentilmente e perguntou por que ele havia pegado em armas contra ele. O príncipe respondeu desafiadoramente: "Vim recuperar a herança de meu pai". O rei então golpeou o príncipe em seu rosto com a mão manopla, e seus irmãos mataram o príncipe com suas espadas.
No entanto, nenhum desses relatos aparece em nenhuma das fontes contemporâneas, que relatam que Eduardo morreu em batalha.
O corpo de Eduardo está enterrado na Abadia de Tewkesbury. Sua viúva, Ana Neville, casou-se com o Ricardo, Duque de Gloucester, que acabou por suceder o rei Ricardo III em 1483.